# Tòa nhà căn hộ và khách sạn Emirates Marina
Tòa nhà căn hộ và khách sạn Emirates Marina là một tòa nhà chọc trời 59 tầng ở thành phố Dubai, Các Tiểu vương quốc Ả Rập Thống nhất. Được hoàn thành năm 2007, tòa nhà này có chiều cao 256 m và được sử dụng làm khu căn hộ và khách sạn của tập đoàn The Emirates Group.